# Antoni Olesiński

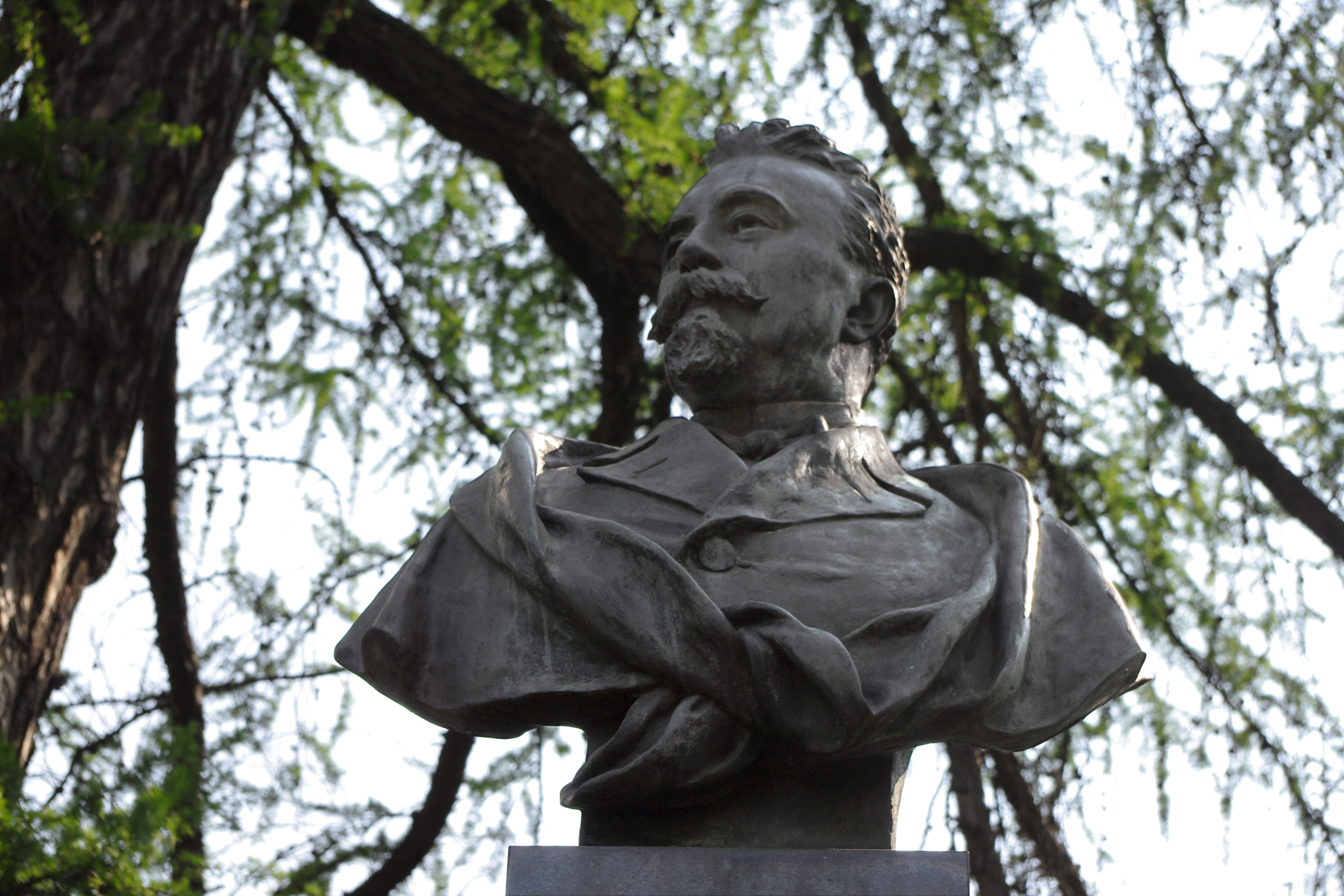
Popiersie Marcelego Nenckiego (zm. 1901)

Antoni Olesiński (ur. 1855, zm. 8 kwietnia 1904) – warszawski rzeźbiarz, specjalizujący się w rzeźbie nagrobnej, autor nagrobków na Cmentarzu Powązkowskim i Cmentarzu Ewangelicko-Augsburskim w Warszawie oraz w kościołach warszawskich.
Był uczniem Bolesława Syrewicza (1835–1899). Jego uczniem był Jan Antoni Biernacki (1879–1930).
Pochowany na cmentarzu Powązkowskim w Warszawie (kwatera 74-5-26 i 27).

## Nagrobki na Cmentarzu Powązkowskim
- Nagrobek Irenki i Zygmusia Kurella (1901)
- Nagrobek Irusi Zagrodzkiej (1901)
- Plakieta portretowa Jerzego Alexandrowicza (1894)
- Płaskorzeźby w kaplicy Leopolda Juliana Kronenberga

## Nagrobki na Cmentarzu Ewangelicko-Augsburskim
- Rzeźba „Chrystus błogosławiący” na nagrobku Hermana Junga (1890)
- Medalion na grobie Fryderyka Martensa (1899)
- Popiersie Marcelego Nenckiego (1901)

## Rzeźby w kościołach warszawskich
- Rzeźby na tympanonie kościoła Wszystkich Świętych na pl. Grzybowskim
- Epitafia Antoniego Kaczanowskiego (1896) i Henryka Perzyńskiego (1899) w kościele OO. Franciszkanów

## Medalion na nagrobku w Nałęczowie
Antoni Olesiński wykonał w 1886 roku projekt medalionu na nagrobku Michała Elwira Andriollego na cmentarzu w Nałęczowie. Odlew wykonany został w odlewni Braci Łopieńskich w Warszawie. 

Medalion z sygnaturą Antoniego Olesińskiego na cmentarzu w Nałęczowie na nagrobku Michała Elwira Andriollego
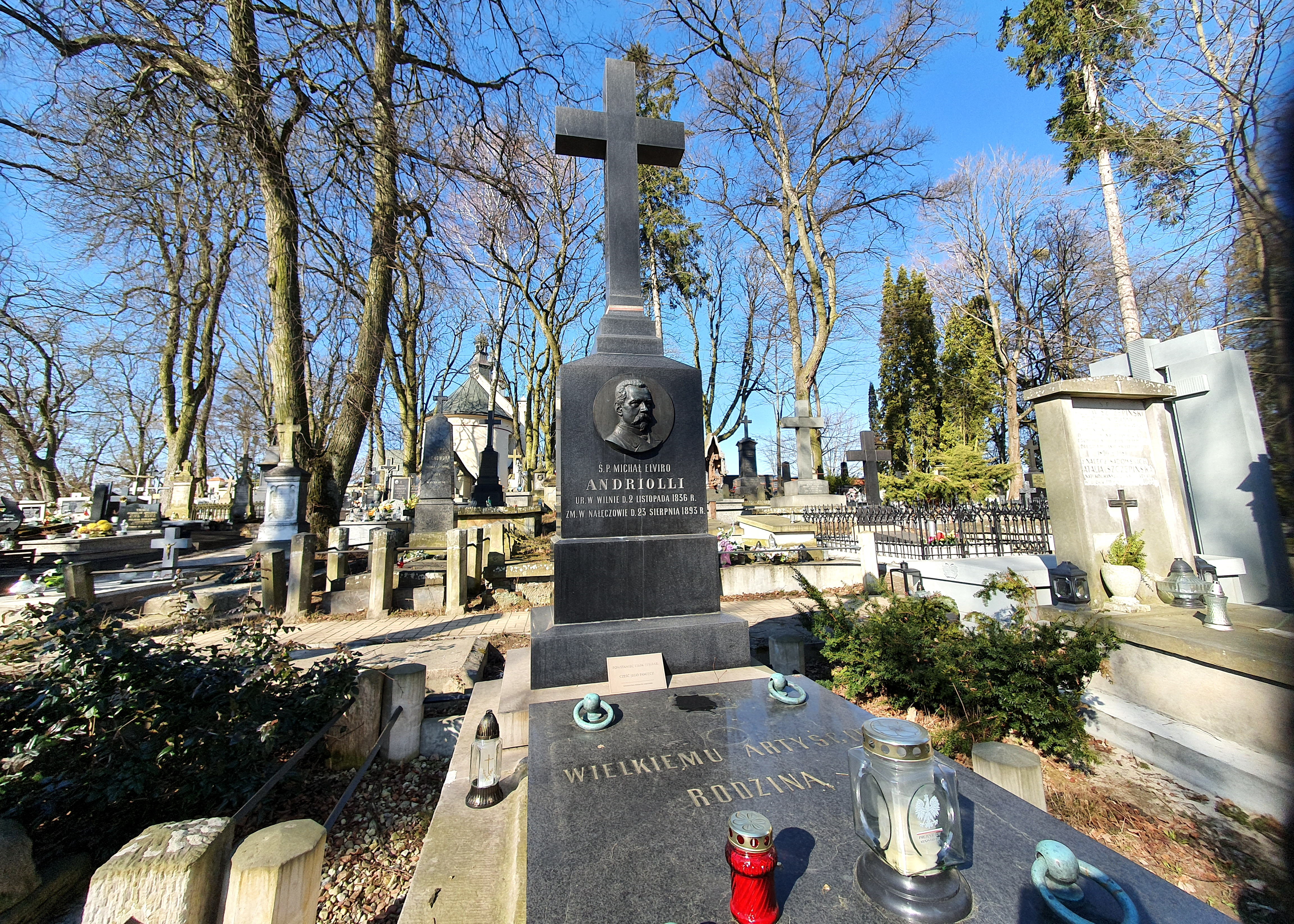
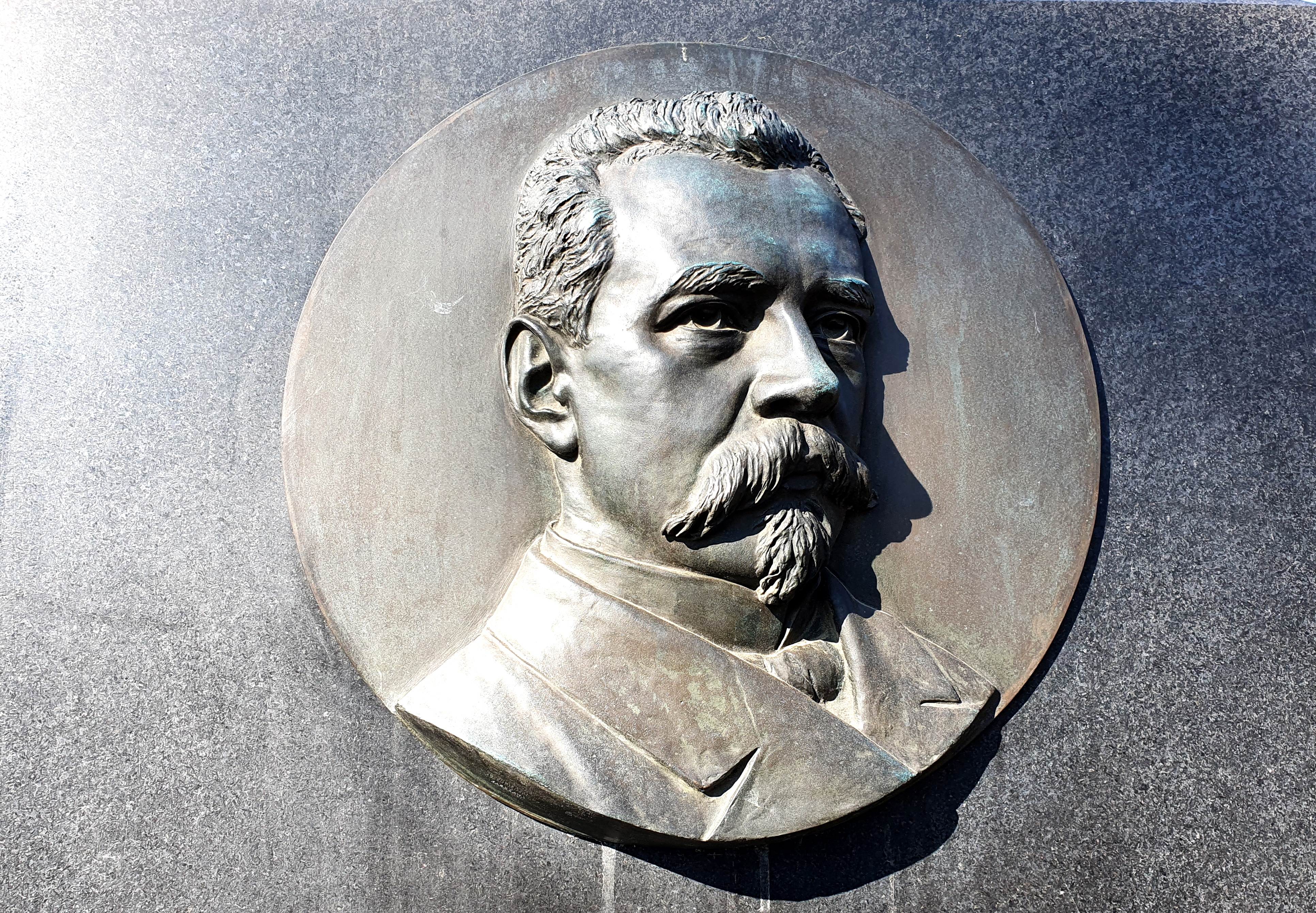
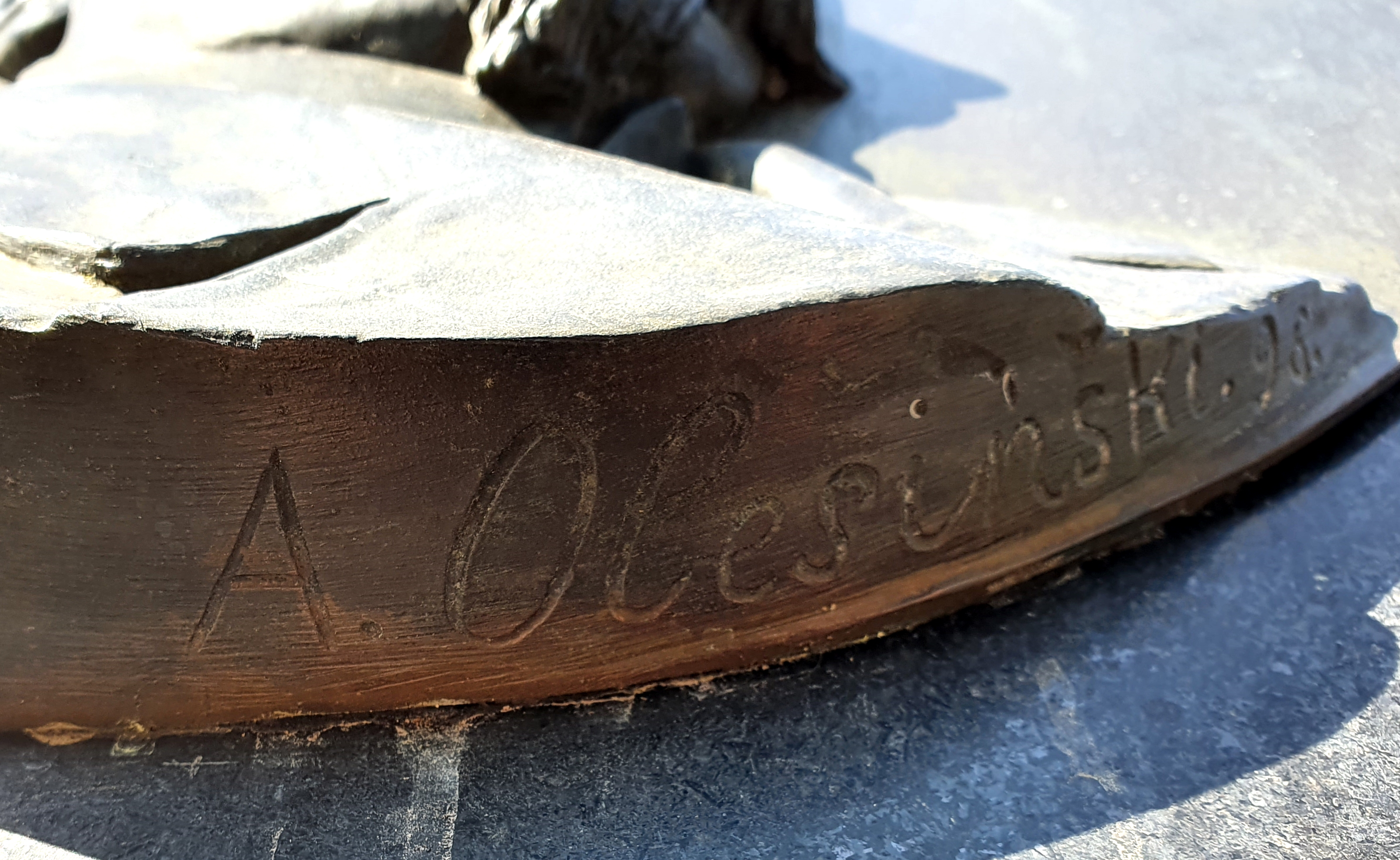